# Juninho Paulista
Juninho, vlastním jménem Osvaldo Giroldo Júnior, (* 22. únor 1973, São Paulo) je bývalý brazilský fotbalista, který hrál na pozici ofenzivního záložníka. Aby se předcházelo záměně s jiným hráčem jménem Juninho, začal být znám jako Juninho Paulista, jakožto rodák ze São Paula.
Za brazilskou reprezentaci si zahrál v 50 utkáních. S ní se stal vítězem MS 2002. Na olympijských hrách v Atlantě roku 1996 získal bronzovou medaili.

## Klubová kariéra
Juninho začínal s fotbalem na ulicích předměstí São Paula. Rodina patřící do střední vrstvy jej v jeho fotbalovém snažení podporovala a když neuspěl na zkouškách CA Juventus a u Corinthians, přestěhovala se rodina do města Itu nedaleko São Paula, kde se Juninho přidal k celku Ituano FC. Propracoval se meži muže a v roce 1992 za Ituano debutoval v rámci Campeonato Paulista, soutěže ve státu São Paulo.
Další rok se naplno předvedl, když na stadionu Estádio do Morumbi zaskočil domácí São Paulo FC gólem a asistencí jako střídající hráč, zápas skončil 3:3. Trenér domácích Telê Santana jej přivedl svého mužstva za v přepočtu 200 tisíc liber.
V tomto období São Paulo táhli Raí, Müller nebo Cafú. Juninho se velkých jmen vůbec nezalekl a ujmul se role špílmachra. O jeho talentu se brzy dozvěděli také v Evropě a v roce 1995 odešel do Anglie.

### Middlesbrough
Juninho zamířil do Middlesbrough, nováčka anglické první ligy. O svých kvalitách na hřišti přesvědčil během prvního zápasu, do kterého nastoupil. Po 11 minutách hry jeho nahrávka pronikla obranou hostujících Leeds United a našla norského útočníka Jana Aage Fjörtofta, zápas skončil 1:1.
V konečné tabulce zaujímal tým 12. místo.
Důvěra trenéra Bryana Robsona v Juninhovy dovednosti se vyplatila v sezóně 1996/97, kdy tým dosáhl finále FA Cupu a i Ligového poháru. Během dubnového finále Ligového poháru se Juninho postavil proti Leicesteru, jehož trenér Martin O'Neill se ho rozhodl eliminovat nasazením Švéda Pontuse Kåmarka, který byl Juninhovi v patách. Po začátku prodloužení se v 95. minutě prosadil Fabrizio Ravanelli, který gólově dokončil Juninhovu neúspěšnou akci proti Lennonovi. Heskeyho gól v závěru však znamenal opakování finálového klání.
Opakované finále ale rozhodlo o vítězství Leicesteru, který vyhrál 1:0 znovu v prodloužení. Juninho byl opět ubráněný Kåmarkem.
Smolně dopadlo též finále proti Chelsea, ani tam Juninho neodvrátil porážku 0:2. Ligová sezóna 1996/97 ale dopadla katastrofou a tým sestoupil. Juninho ale výkonnostně nezklamal, během 35 zápasů Premier League vstřelil 13 branek. Protože usiloval o účast na mistrovství světa 1998, odešel ze sestupujícího Middlesbrough do Španělska. Zájem měl též Liverpool.

### Atlético Madrid
Atlético za Juninha a Itala Vieriho vyplatilo 25 milionů anglických liber. Tato investice měla zaručit návrat na čelní místa, neboť po titulu v sezóně 1995/96 přišlo pouhé páté místo, což šef Atlética Jesús Gil odmítl akceptovat. Paulinhovi se povedla premiéra, neboť se trefil do sítě rivala Realu Madrid, který ale gólem Seedorfa ještě stihl srovnat.
V zápase prvního únorového dne 1998 proti Celtě Vigo vstřelil z penalty gól, ale ve druhém poločase střídal kvůli zranění, poté co jej fauloval Míchel Salgado. Ačkoliv se vrátil v závěru sezóny, trenér jej vynechal v závěrečné nominaci na MS 1998.

### Hostování z Atlética
Atlético se během jeho dvouletého působení zmítalo v krizi, trenéři Radomir Antić a Arrigo Sacchi neuspěli a z Atlética odešli. Pro sezónu 1999/2000 zamířil hostovat zpátky do Middlesbrough, kde se znovu setkal s trenérem Bryanem Robsonem. Poté co nenavázal na své první působení v anglickém týmu odešel hostovat do brazilského Vasco da Gama, trenér Atlética Claudio Ranieri s ním totiž nepočítal. V brazilském klubu měl konkurenci v podobě svého jmenovce Juninha Pernambucana, který rovněž uměl zazářit jako špílmachr. Juninho i Juninho si v ofenzívě sedli a z jejich nadání v útoku těžil Romário. Juninho Paulista se zapsal do pamětí fotbalových fanoušků také roku 2001, když se 3 góly a 3 asistencemi podílel na demolici Botafoga 7:0.
Neshody s vedením klubu vedly k jeho odchodu do Flamenga, kde ale pobyl pouze krátce.

### Middlesbrough znovu
Po vyhraném MS 2002 o něj projevily zájem například kluby Fulhamu nebo Birminghamu, Juninho však dal opět přednost svému bývalému klubu Middlesbrough s trenérem Stevem McClarenem. Sezóna 2003/04 nezačala pro tým vůbec dobře, neboť v úvodu tým zaznamenal 1 remízu a 4 porážky. Tým se ale záhy vzchopil a osa týmu okolo Juninha, Boudewijna Zendena a Gaizky Mendiety dosáhla jednak 11. místo v konečné tabulce Premier League a jednak finále Ligového poháru. Na cestě k jeho získání Middlesbrough vyřadil Everton, Tottenham a Arsenal. Ve finále zápasu se gólově neprosadil, ale v závěru se dostal do velké šance a ačkoliv ji neproměnil, „Boro“ přesto vyhrálo nad Boltonem 2:1. Další sezonu se tým představil v Poháru UEFA, Juninho ale upadl v nemilost trenéra McClarena a v lednu odešel do Skotska.

### Celtic
Na konci srpna 2004 si odbyl debut ve slavném derby Celticu proti Glasgow Rangers. Celtic vyhrál 1:0 a Juninho byl zvolen mužem zápasu.

### Závěr kariéry
Po angažmá v Celticu zamířil do rodné Brazílie, kde hrál za Palmeiras a Flamengo. Po působení v australském Sydney FC se vrátil do Ituano FC. V roce 2010 ukončil svoji kariéru.

## Úspěchy
São Paulo FC
- Copa Libertadores (Pohár osvoboditelů)
  - 1. místo: 1993[10]
- Interkontinentální pohár
  - 1. místo: 1993[11]

Middlesbrough
- FA Cup
  - 2. místo: 1996/97
- League Cup
  - 2. místo: 1996/97

CR Vasco da Gama
- Campeonato Brasileiro Série A
  - 1. místo: 2000

Celtic Glasgow
- Scottish Cup (Skotský pohár)
  - 1. místo: 2004/05

Brazílie
- Mistrovství světa
  - 1. místo: 2002[12]
- Konfederační pohár FIFA
  - 1. místo: 1997[13]
- Copa América
  - 2. místo: 1995[14]
- Letní olympijské hry
  - 3. místo: 1996[15]